# Shopping Fortaleza
O Shopping Fortaleza é um centro de compras angolano, localizado no bairro dos Coqueiros, junto à Avenida Marginal, na cidade de Luanda.
Sua clientela alvo é de alta renda, sendo o primeiro grande shopping da região da "Baixa de Luanda", visto que estabeleceu-se entre a zona histórica e o centro de negócios, mais precisamente entre a Fortaleza de São Miguel, o icónico bairro de Coqueiros,e a baía de Luanda.
O Shopping Fortaleza possui uma área 11.400 m2, dispondo de 80 lojas, distribuídas por cinco pisos, sendo um deles dedicado a marcas de luxo, 1 supermercado, bancos, Salas de Cinema e outros serviços. Existe uma área com vista privilegiada para a baía de Luanda. Possui, ainda, 480 vagas de estacionamento, contando também com as ofertas da marginal de Luanda.
A exploração comercial do Shopping Fortaleza está sobre a responsabilidade da Akktus, uma empresa Angolana de prestação de serviços, que actua essencialmente na gestão de projectos imobiliários em rendimento, que abrange todas as etapas, desde o projecto à comercialização e administração do negócio.
O shopping está sendo acusado de desconfigurar a paisagem da Baixa de Luanda, ao ficar à frente da imponente Fortaleza de São Miguel, causando prejuízos ao patromónio histórico-arquitetónico do país.